# Celleporaria indiscreta
Celleporaria indiscreta är en mossdjursart som beskrevs av Harmer 1957. Celleporaria indiscreta ingår i släktet Celleporaria och familjen Lepraliellidae. Inga underarter finns listade i Catalogue of Life.